# RCAN2
RCAN2‏ (Regulator of calcineurin 2) هوَ بروتين يُشَفر بواسطة جين RCAN2 في الإنسان.